# Namora
Namora, il cui vero nome è Aquaria Nautica Neptunia, è un personaggio dei fumetti, creato da Bill Everett (testi) e Ken Bald (disegni), pubblicato dalla Timely Comics (divenuta Marvel Comics). La sua prima apparizione è nella storia di Namor in Marvel Mystery Comics n. 82 (maggio 1947).

## Storia editoriale
Namora fece diciassette apparizioni nel periodo definito Golden Age dei fumetti: in Marvel Mystery Comics n. 82 (maggio 1947) realizzato da Everett e Bald, in Namora numeri 1, 2, 3 (agosto, ottobre, dicembre 1948) per opera diversi di Everett, Shores, Bald e Sekowsky, in Sub-Mariner Comics numeri 34, 35, 36, 37, 38, 39, 40, 41, 42 (giugno, agosto, novembre, dicembre 1954, febbraio, aprile, giugno, agosto, ottobre 1955) realizzati da Bill Everett, in Young Men n. 27 (aprile 1954) realizzato da Bill Everett, in Men's Adventures numeri 27, 28 (maggio 1954, luglio 1954) realizzati da Bob Powel e Bill Everett e in The Human Torch n. 37 (giugno 1954) realizzato da Bill Everett.
Namora appare in dodici storie nel periodo Silver Age e Modern Age dei fumetti: in Sub-Mariner n. 50 (giugno 1972) opera di Bill Everett, in Citizen V and the V-Battalion: the Everlasting n. 1 (marzo 2002) realizzato da Fabian Nicieza e Lewis LaRosa, in Agents of Atlas n. 3, 4, 5, 6 (dicembre 2006, gennaio, febbraio, marzo 2007) opera da Jeffrey Parker e Leonard Kirk, in The Incredible Hulk (vol. 3) n. 107, 108, 109, 110, 111, 112 (agosto, settembre, ottobre, novembre, dicembre 2007, febbraio 2008) sono le storie a fumetti di World War Hulk e l'ultimo numero è la storia di The Incredible Hercules, realizzati da Greg Pak, Frederick Van Lente, Gary Frank, Leonard Kirk, Carlo Pagulayan e Khoi Pham.

## Biografia del personaggio
Namora, il cui vero nome era Aquaria Neptunia, era figlia di un abitante di Atlantide e di un'umana.
Dopo essere cresciuta ad Atlantide con il cugino Namor, si trasferì con il padre in una colonia dove rimase fino al 1946, quando i due fecero ritorno nella capitale antartica. La città fu invasa da una banda di criminali terrestri in caccia di tesori guidati da Stoop Richards, che uccisero il padre di Namora. Namor e Namora riuscirono a vendicarsi di Richards e dei suoi scagnozzi e continuarono ad opporsi ai criminali di superficie, come Doctor Macabre, Viking e le mummie di Tut-Ak-Mun.
Nel 1955 Namora si sposò con un abitante di Atlantide di nome Talan, ma a causa della sua natura mezza umana non era in grado di avere figli. Ella riuscì però a farsi impiantare un embrione clonato e a dare alla luce una bambina, di nome Namorita.
Nel frattempo continuò ad affiancare sporadicamente un gruppo chiamato Monster Hunters e fece la conoscenza dell'agente dell'FBI Jimmy Woo. Dopo la morte del marito in un test nucleare, Namora si trasferì con la figlia a Lemuria, dove si innamorò del principe Merro. Essa suscitò così la terribile gelosia di una rivale di nome Llyra, che arrivò persino ad avvelenarla.
Namora fu creduta morta, mentre in realtà era ibernata in una bara di ghiaccio nel Mare del Nord. Jimmy Woo, con l'aiuto di Human Robot e altri alleati, riuscì a ritrovarla e a rianimarla. Per ringraziarli, Namora li aiutò nella loro ricerca di Atlas Foundation, che era retta dal nemico di Jimmy, Artiglio giallo.
Quest'ultimo fu costretto a cedere il controllo di Foundation a Jimmy, che la utilizzò per combattere in nome del bene con i suoi Agents of Atlas.

### World War Hulk
Durante la World War Hulk, Namora decide (andando contro la volontà del cugino, che voleva rimanere neutrale) di schierarsi dalla parte del Gigante di giada, commossa dalla sua triste vicenda e dalla solidarietà che i suoi fratelli di guerra gli hanno dimostrato affiancandolo nella sua vendetta. La resa di Hulk mette fine alla guerra, e a Namora viene concessa l'amnistia.

## Altri media

### Cinema

#### Marvel Cinematic Universe
Namora appare nel Marvel Cinematic Universe, interpretata da Mabel Cadena.
- Namora è apparsa per la prima volta come una dei due antagonisti secondari nel film Black Panther: Wakanda Forever (2022).
- Namora è riapparsa nuovamente nel film Avengers: Doomsday (2026).

### Videogiochi
Namora compare in Marvel Puzzle Quest.